# Stenstrup Syd Station
Stenstrup Syd Station er en station på Svendborgbanen, og ligger i Stenstrup på Fyn.
Stationen åbnede i 1883 som Stenstrup Sidespor for godstransport til flere nærtliggende teglværker. Den 15. maj 1928 åbnede stationen for passagertransport. Det sidste sidespor blev nedlagt den 15. december 1969.
Samtidig med DSBs overtagelse af banen den 1. april 1949, skiftede stationen til sit nuværende navn. Den i 1929 opførte ventesal blev revet ned i år 2000.

## Togforbindelser
Stationen betjenes på hverdage, uden for myldretiden med:
- 1 tog pr. time mod Odense
- 1 tog pr. time mod Svendborg